# Jan Adamowicz
Jan Adamowicz (ur. 11 lipca 1871 w Jaszunach pod Wilnem, zm. po 1944) – polski rolnik, polityk, samorządowiec, poseł na Sejm Litwy Środkowej i na Sejm I kadencji.

## Życiorys
Urodził się w rodzinie Józefa i Katarzyny z domu Duszkiewicz – szlachty zaściankowej pochodzącej guberni kijowskiej, która osiadła na Litwie po powstaniu styczniowym. Jan Adamowicz ukończył cztery klasy szkoły realnej w Wilnie.
Po śmierci ojca przerwał naukę szkolną i podjął pracę. Od 1886 pracował na kolei zaś od 1888 w handlu w Petersburgu. Kształcił się także przez samokształcenie. W latach 1891–1895, jako żołnierz armii rosyjskiej, podróżował po Afryce. Po zakończeniu służby pracował w probierni okręgowej w Wilnie skąd został zwolniony za działalność socjalistyczną i wykonywał zawód urzędnika prywatnego. Od 1902 żonaty ze Stanisławą z domu Kowalewska. Małżeństwo miało dwóch synów, z których jeden był inwalidą. Adamowicz w 1903 ponownie został powołany do wojska i walczył w wojnie rosyjsko-japońskiej, w 1905 dostał się do niewoli, a następnie uciekł z niej i przebywał zagranicą, między innymi w Niemczech, Stanach Zjednoczonych i Australii. W 1913 powrócił do kraju i prowadził restaurację w Wilnie. Pod koniec I wojny światowej wrócił do Jaszun, gdzie przejął gospodarstwo rolne.
W grudniu 1918 został członkiem Straży Kresowej a następnie współorganizował Dywizję Litewsko-Białoruską, w której służyli jego synowie. Uczestniczył w Konferencji pokojowa w Paryżu jako przedstawiciel Wileńszczyzny. Prezentował tam pogląd, że jego rodzinny region powinien należeć do Polski. Od 1919  przez wiele lat był wójtem Gminy Soleczniki z siedzibą w Solecznikach Małych. Od 1919 przewodniczył Polskiemu Związkowi Ludowemu „Odrodzenie” i doprowadził do jego połączenia z PSL „Wyzwolenie” W 1920 został pojmany przez bolszewików i ciężko pobity, udało mu się uciec. W lutym 1922 został posłem na Sejm Litwy Środkowej jako członek klubu Związku Ludowego „Odrodzenie-Wyzwolenie”, działał w komisji regulaminowej tego Sejmu. W listopadzie 1922 został wybrany posłem na Sejm I kadencji z listy nr 3 (PSL „Wyzwolenie”) w okręgu nr 64 (Święciany). Na początku kadencji zamieszkiwał w Brasławiu przy ulicy Piłsudskiego 5. W 1925 wchodził w skład Zarządu Okręgowego PSL „Wyzwolenie” i organizacji „Jedność Ludowa” ziemi wileńskiej i nowogródzkiej. 10 lutego 1926 przeszedł do Stronnictwa Chłopskiego (SCh) w Brasławiu.
W Sejmie I kadencji uczestniczył w pracach komisji: petycyjnej, regulaminowej i nietykalności poselskiej.
Członek Krajowego Stronnictwa Ludowego Ziem Litewsko-Białoruskich – „Zjednoczenie” w 1927 roku. W październiku 1930 uczestniczył w nielegalnym zjeździe Rady Naczelnej Stronnictwa, który to zjazd grupował przeciwników zjednoczenia opozycji w ramach Centrolewu. Podczas tego zjazdu zdecydowano się wystawić odrębną listę, do czego w końcu nie doszło.
W związku z tym rozłamem, także w październiku 1930, został oskarżony o zajęcie siłą lokalu SCh i „Gazety Chłopskiej” w Warszawie. Przed II wojną światową był członkiem Związku Bezpieczeństwa Kraju i Związku Strzeleckiego. Jan Adamowicz jest wymieniany jako współpracownik Związku Patriotów Polskich na Wileńszczyźnie od października 1944. Dalsze jego losy nie są znane.